# أليونا بابينكو
أليونا أوليجوفنا بابينكو (بالروسية: Алёна Оле́говна Бабе́нко)‏ هي ممثلة سينما ومسرح روسية وفنانة مكرمة من الاتحاد الروسي (2013). ولدت في ولدت 31 مارس 1972 في كيميروفو، روسيا.

## روابط خارجية
- أليونا بابينكو على موقع IMDb (الإنجليزية)
- أليونا بابينكو على موقع ميوزك برينز (الإنجليزية)
- أليونا بابينكو على موقع قاعدة بيانات الفيلم (الإنجليزية)
- أليونا بابينكو على موقع كينوبويسك (الروسية)